# Gương phẳng

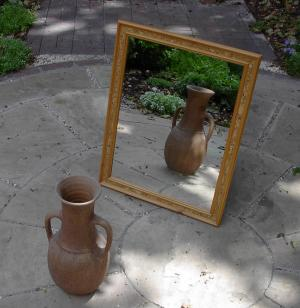
Một gương phẳng cho một ảnh ảo của vật.

Gương phẳng: là gương có bề mặt phản xạ là một phần của mặt phẳng có tác dụng phản chiếu ánh sáng truyền tới.
- Gương phẳng cho ta ảnh ảo với vật và có độ lớn bằng vật.
- Khoảng cách từ ảnh đến gương bằng khoảng cách từ vật đến gương hay ảnh đối xứng với vật qua gương.
- Ảnh ảo, không hứng được trên màn chắn.
- Nếu 2 vật cùng kích thước đứng trước gương, vật một cách gương xa hơn vật 2 thì vật 1 nhỏ hơn vật 2.
- Hình của một vật quan sát được trong gương gọi là ảnh của vật tạo bởi gương.

Tính chất tia sáng: các tia sáng từ điểm sáng S tới gương phẳng cho tia phản xạ có đường kéo dài đi qua ảnh ảo S'

## Áp dụng
- Gương phẳng là loại gương được ứng dụng rộng rãi nhất.
- Gương phẳng được dùng để làm gương soi, gương trang trí trong gia đình, hiệu làm tóc, gương chiếu hậu. Gương phẳng được làm một bộ phận trong kính nha khoa, kính hiển vi, kính thiên văn, ống nhòm.
- Tấm kính phẳng thực ra có 2 mặt phản xạ: mặt trên và mặt dưới, bởi vậy ta sẽ thấy 2 ảnh. Tấm kính càng mỏng thì 2 ảnh càng gần trùng nhau

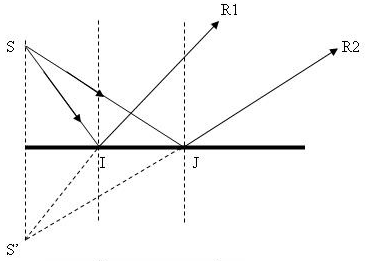
Ảnh ảo của một vật tạo bởi gương phẳng

Gương phản xạ thường dùng là tấm kính phẳng bằng thủy tinh cũng có 2 mặt phản xạ, nhưng mặt dưới được tráng 1 lớp bạc phản xạ tốt hơn, nên tạo ra 1 ảnh rõ nét                  

## Định luật
- Định luật phản xạ ánh sáng:

1. Tia phản xạ nằm trong cùng mặt phẳng chứa tia tới và pháp tuyến của gương tại điểm tới.
2. Góc phản xạ bằng góc tới (i' =i)

## Xem thêm

Một sơ đồ cho thấy một vật ở trong 2 gương phẳng với góc giữa chúng lớn hơn 90 độ, tạo ra 3 ảnh ảo cùng lúc.